# Bahnhof Mügeln (b Oschatz)
Der Bahnhof Mügeln (b Oschatz) ist eine Betriebsstelle der Schmalspurbahn Oschatz–Mügeln–Döbeln und der hier beginnenden Strecke nach Neichen, die nur noch teilweise in Betrieb sind. Als Betriebsmittelpunkt des sogenannten „Mügelner Netzes“ hatte der Bahnhof einst umfangreiche Gleisanlagen für den Personen- und Güterverkehr, die heute deutlich reduziert sind. 
Mügeln (b Oschatz) ist Sitz der Döllnitzbahn GmbH und des Fördervereins Wilder Robert e. V.

## Geschichte

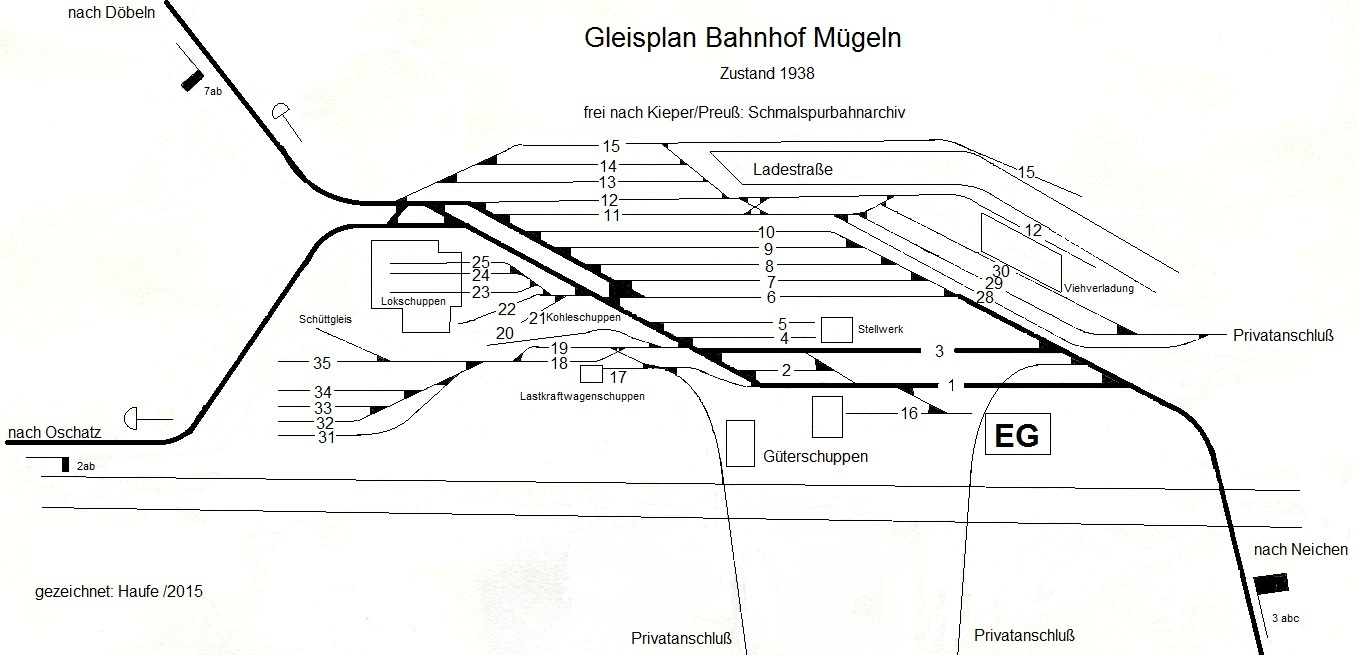
Gleisplan des Bahnhof Mügeln aus dem Jahr 1938

Der Bahnhof Mügeln wurde am 15. September 1884 als Kopfbahnhof im Zuge der Schmalspurbahn Oschatz–Mügeln–Döbeln eröffnet. Zur Erstausstattung des Bahnhofes gehörten zwölf Gleise mit 15 Weichen. Das Bahnhofsgebäude hatte damals lediglich ein Geschoss und der Güterschuppen war daran angebaut. Schon zwei damals vorhandene Ladestraßen zeigten die geplante hauptsächliche Nutzung des Bahnhofs für den Güterverkehr. Außerdem beinhaltete die Erstausstattung zwei Laderampen, eine Gleiswaage, einen Ladekran und einen kleinen Lokschuppen mit Wasserstation.
Durch die Vergrößerung des Mügelner Netzes kam es 1886–1888, 1894, 1906 und 1913–1918 zu Erweiterungen des Bahnhofes, neben zusätzlichen Gleisen entstanden neue Hochbauten in dem Bahnhof. 1913 wurden die Einfahrtgleise aus Oschatz und Döbeln in ihrer Lage geändert, damals entstand das heutige Heizhaus mit vier Gleisen.
In seiner größten Ausdehnung im Jahr 1927 hatte der Bahnhof 35 Gleise und etwa 70 Weichen. In dieser Zeit entstand der Mythos vom größten Schmalspurbahnhof in Europa, der bis heute populär ist. 
Der Bahnhof war damals ein wichtiger Arbeitgeber in der Stadt Mügeln. Zur Ausstattung gehörten mehrere massive Dienstgebäude, der heute vorhandene Lokschuppen sowie drei Anschlussgleise. Zwei Anschlussgleise mit einer Länge von etwa 300 m führten über die Bahnhofsstraße zu einem Kornhaus und einem Kohlehandel. Die Anschlüsse wurden bis 1991 und 2001 betrieben. Außerdem hatte der Bahnhof einen von den Gleisen 28 bis 30 beginnenden Gleisanschluss zu einem Speicher einer Getreidehandlung. Dieser Anschluss wurde in den 1970er Jahren aufgelassen.  
Betrieblich war der Bahnhof als Zugleitstelle, Zugmeldestelle, als Rangier- und Kreuzungsbahnhof im Mügelner Netz aufgeführt. Als Hauptdurchgangsgleise galten die Gleise 1 und 3, die Gleise 4 bis 15 waren die Einfahr- und Rangiergruppe für den regen Güterverkehr. Die Anschlussgleise ergaben etwa ein Viertel des gesamten Frachtaufkommens des Bahnhofes, drei Viertel waren für den Rangierverkehr der durchlaufenden Wagenladungen in Anspruch genommen. Der Bahnhof hatte an allen Einfahrgleisen mit Drahtzug betriebene Einfahrsignale, die vom an dem Gleis 3 stehenden Stellwerk bedient wurden. Der Ausfahrauftrag wurde manuell erteilt. Die Weichen des Bahnhofs waren von Hand umstellbar.

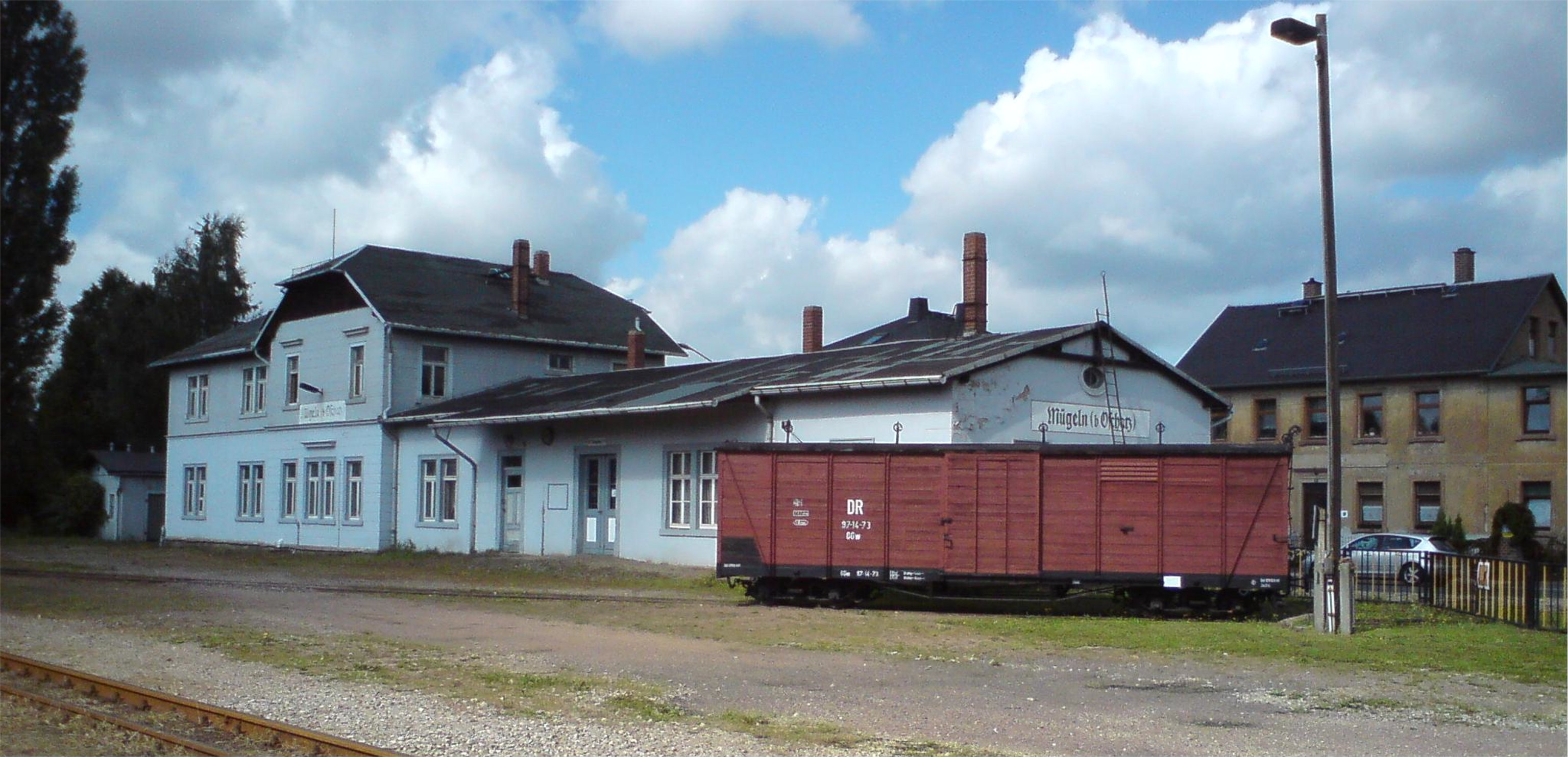
Das in der Zwischenzeit nicht mehr benützte Rangiergleis zum Anschluss Schneider über die Bahnhofstraße

Den größten Zug- und Rangierbedarf hatte der Bahnhof in den 1950er Jahren. In den 1970er Jahren wurden bereits einige Gleisanlagen ausgebaut; so waren die Gleise 4, 5 und 6, die bisher größtenteils für das Abstellen von Reisezugwagen verwendet wurden, bereits ausgebaut; beizeiten wurden die Gleiskreuzungen für die Straßenanschlüsse beseitigt, in dem die Gleisanschlüsse direkt in das nächstliegende Gleis eingebunden wurden. Als 1972 der Zugverkehr in Richtung Wermsdorf und 1975 der Personenverkehr nach Oschatz eingestellt wurde, kam es zu weiteren Gleisabbauten. Der größte Streckenrückbau geschah jedoch in der Zeit nach 1989; so sind heute die Gleise 13 bis 15 und 31 bis 35 sowie sämtliche Anschlussgleise nicht mehr vorhanden. Nördlich des Lokschuppens existiert lediglich das Gleis 18 neben der Laderampe. Gleis 2 fehlt ebenso wie Gleis 16.

## Bahnsteige
Der Bahnhof hat drei Bahnsteige, einen neben dem Empfangsgebäude vor dem Gleis 1 gelegenen und zwei zwischen den Gleisen 1 und 3. Dabei gab es die betriebliche Besonderheit, dass die Bahnsteige durch das Anschlussgleis zu dem Kohlehandel durchschnitten wurden. Als dieser an das Gleis 1 angebunden wurde, waren zumindest die Bahnsteige zwischen den Gleisen 1 und 2 barrierefrei. Sämtliche Bahnsteige waren ohne Plattform ausgeführt.

## Verkehr

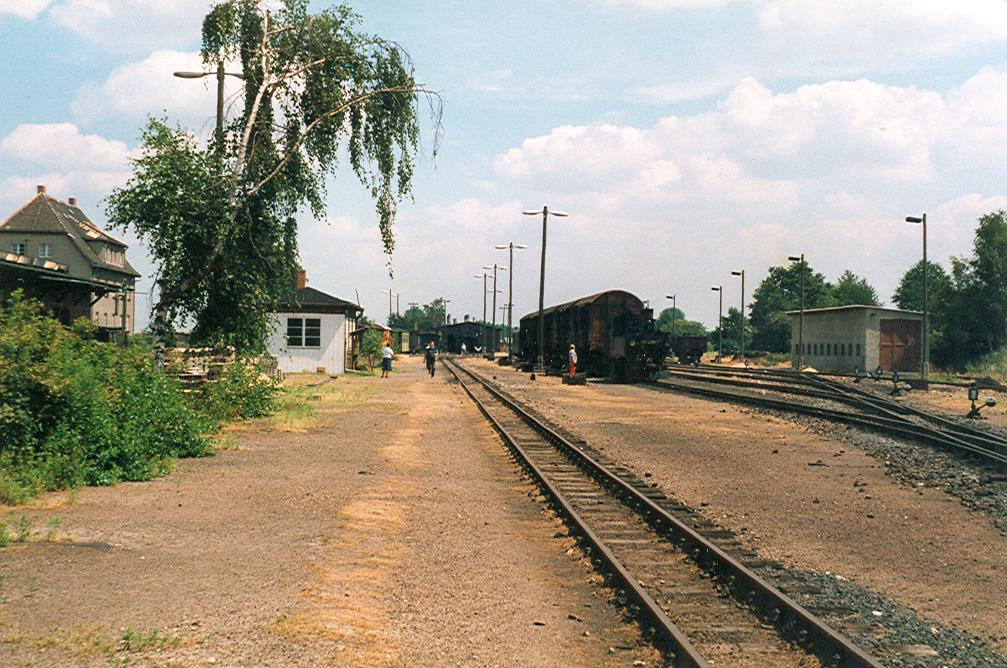
Zug aus Oschatz 1991 in der Rangiergruppe Gleis 6–10

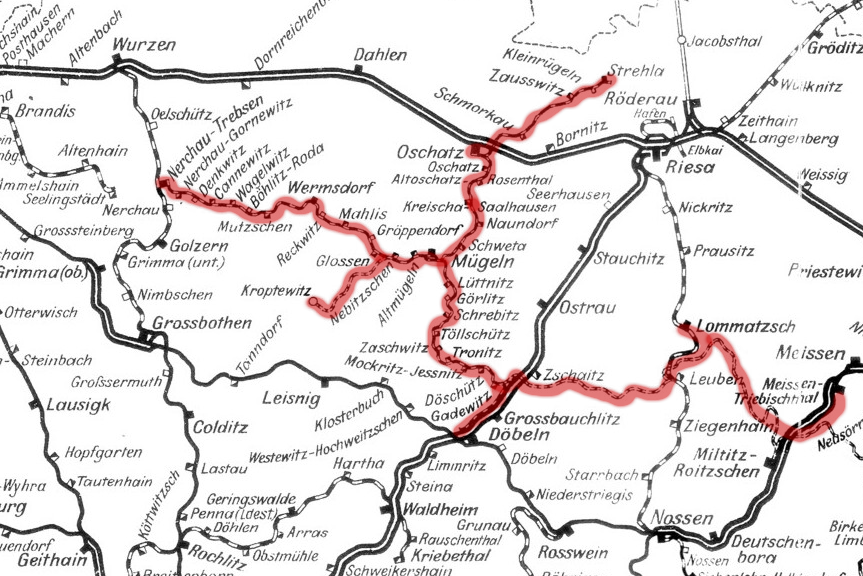
„Mügelner Netz“

Die große Ausdehnung des Bahnhofes spricht für einen regen Güter- und Personenverkehr auf den Strecken des Mügelner Netzes. Hauptsächlich landwirtschaftliche Produkte, Kohle, Vieh wurden damals mit der Eisenbahn befördert. Von Anfang an spielte der Personenverkehr eine große Rolle auf dem Bahnhof. In der Zeit des größten Verkehres in den 1950er Jahren wurden täglich 30 Personenzugpaare abgefertigt. Ungefähr 20 Güterzüge befuhren in dieser Zeit den Bahnhof.
Für den Personenverkehr liegen seit der Anfangszeit detaillierte Angaben vor. 1894 fuhren auf der Bahn von Oschatz nach Mügeln und weiter nach Wermsdorf täglich fünf Zugpaare, zwischen Mügeln und Döbeln waren es zur gleichen Zeit vier Zugpaare. 1914 verkehrten zwischen Oschatz und Mügeln sechs Zugpaare, von denen zwei bis Wermsdorf weiterführten. Zwischen Döbeln und Mügeln waren es fünf Zugpaare. 1925 verkehrten zwischen Oschatz und Mügeln fünf Zugpaare, von denen wurden drei bis Wermsdorf oder Neichen weitergeleitet. Zwischen Döbeln und Mügeln wurden drei Zugpaare eingesetzt. 1939 waren es sieben Zugpaare, die zwischen Oschatz und Mügeln eingesetzt waren, zwischen Döbeln und Mügeln verkehrten vier Zugpaare. 1943 verkehrten zwischen Oschatz und Mügeln lediglich fünf Zugpaare, von denen wurden drei bis Wermsdorf/Neichen weitergeführt. Zur selben Zeit verkehrten zwischen Döbeln und Mügeln drei Zugpaare. 1950/51 waren es sieben Zugpaare, die zwischen Oschatz und Mügeln verkehrten, wobei alle bis Wermsdorf/Neichen weitergeführt wurden, zwischen Mügeln und Döbeln waren es drei Zugpaare, wobei in Gärtitz Anschluss bestand. Drei Zugpaare verkehrten 1961/1962 zwischen Döbeln und Mügeln, 1964 waren es auf dieser Relation ebenfalls drei Zugpaare, wobei stellenweise schon Busersatzverkehr gefahren wurde, zwischen Oschatz und Mügeln waren es drei Zugpaare. 1971/1972 waren es zwei Zugpaare zwischen Oschatz und Mügeln, einer fuhr weiter bis Wermsdorf.
Seit 1974 fuhr im Bahnhof Mügeln vorerst kein Personenzug mehr. Der Personenverkehr wurde überraschend nach 1989 zwischen Oschatz, Mügeln und Kemmlitz im Schülerverkehr wieder aufgenommen. 1996 waren es vier Zugpaare, von denen eines bis Kemmlitz weitergeführt wurde. 2002 beförderte die Döllnitzbahn werktags zehn Züge zwischen Oschatz und nunmehr Altmügeln.
Bekannt ist die Bahn durch den jahrzehntelangen Kaolintransport aus Kemmlitz, welcher der Bahn bis Oschatz zu Zeiten der Stilllegung des Personenverkehrs ausreichend Arbeit bescherte. Dieser Verkehr wird seit 2001 nicht mehr durchgeführt, dennoch hat die Bahn weiterhin Zukunft. Die Aktivitäten des Fördervereins Wilder Robert sorgen zwei- bis viermal im Jahr für Sonderfahrten mit Dampfbespannung. Der Bahnhof Mügeln ist zudem Sitz des gleichnamigen Vereins, der durch eine große Anzahl von Aktivitäten für den Erhalt der Schmalspurbahn des Mügelner Netzes sorgt.

## Lokbahnhof/Bahnbetriebswerk Mügeln

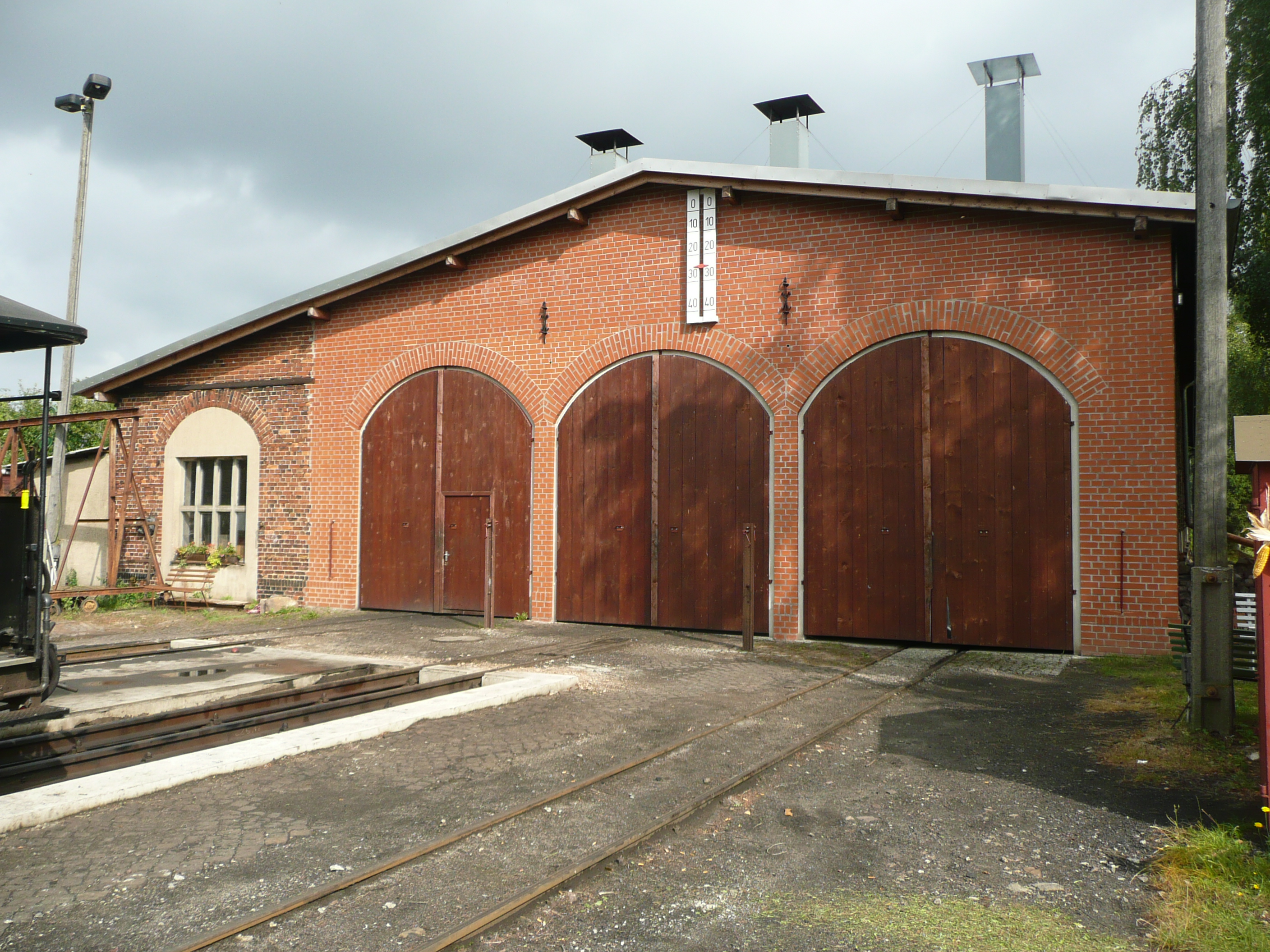
Lokschuppen, 2015

Anfangs hatte der Bahnhof einen kleinen, zweiständigen Lokschuppen für die hier benötigten Lokomotiven zwischen Oschatz und Mügeln. Mit der Eröffnung der Schmalspurbahn Mügeln–Neichen wurden mehr Lokomotiven benötigt, was eine Erweiterung des Lokschuppens auf drei Gleise nach sich führte. Nach Zugang der Reihe IV K konnten neun Lokomotiven dieser Reihe im Lokschuppen unterstellt werden. Den kleinen seitlichen Anbau auf der Nordseite des Lokschuppens erhielt dieser 1932. Er hatte ursprünglich ebenfalls einen Gleisanschluss, jedoch keine Rauchabzüge, sodass er nur für die Reparatur von kalten Maschinen vorgesehen war. 
Anfangs wurden schadhafte Lokomotiven von dem Reparaturpersonal operativ vor Ort repariert. Erst in den 1920er Jahren wurden schadhafte Lokomotiven nach Mügeln überstellt und dort in der Werkstatt repariert. Die Unterstellung des Lokbahnhofs Mügeln änderte sich einige Male. 1923 war er Außenstelle des Bw Nossen. Später war er dem Bw Döbeln unterstellt. Am 1. April 1951 wurde der Lokbahnhof Mügeln eigenständiges Bahnbetriebswerk und erhielt ein eigenes Verwaltungsgebäude. Neben den Räumen für das Verwaltungspersonal erhielten die Lokpersonale entsprechende Sozialräume. Eine Personalbestandsliste aus dem Jahr 1954 gibt die Zahl von 24 Lokführern, 28 Heizern, 14 Schlosser und drei Kesselschmieden sowie weiteres Hilfspersonal an. 1967 wurde das Bw durch die Streckenreduzierung aufgelöst und der Lokbahnhof dem Bw Nossen untergliedert.
Heute hat der Förderverein Wilder Robert in dem Heizhaus sein Domizil, in dem Unterstellung, Wartung und Reparatur der historischen Fahrzeuge erfolgt. Das Heizhaus ist gründlich renoviert worden und erhielt neue Tore. Der verkürzte seitliche Anbau hat kein Tor mehr. Außerdem wurden die Gleisanlagen davor gekürzt, nachdem Jahre schon hier die Bekohlung der Lokomotiven durchgeführt wurden.

### Beheimatete Lokomotiven

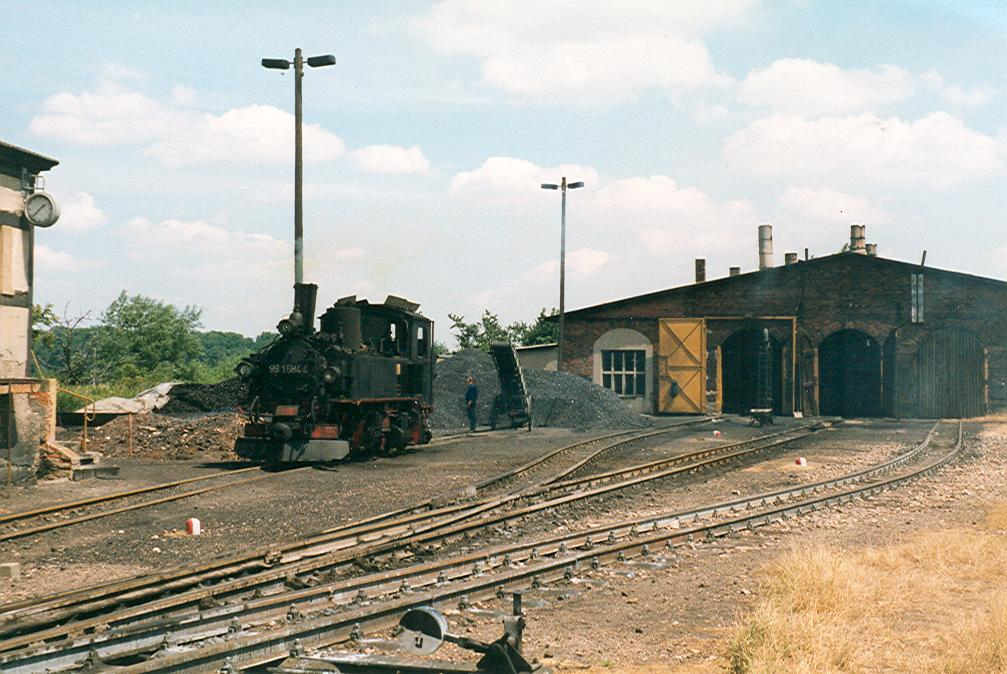
Dominierende Lokomotiven im Mügelner Netz waren die IV K, hier im Jahr 1991 die 99.1584 vor dem Lokschuppen.

Zum Betriebsbeginn startete der Betriebsdienst in Mügeln mit drei Lokomotiven der Gattung I K. Auf Grund der eher flachen Topografie der angehenden Strecken genügten diese Lokomotiven über Jahre dem Betriebsdienst. Durch die Aufstockung des Lokbestandes waren bald genügend Lokomotiven dieser Reihe vorhanden. Eine Reihe der II K versah um 1920 einige Zeit hier Dienst. Erst 1897 bekam Mügeln die erste Lokomotive der Gattung IV K zugewiesen. Diese Lokomotiven waren von da an die dominierende Bespannung der Züge im Mügelner Netz und versahen hier etwa 100 Jahre den Dienst auf den Bahnen. Grund für diese Stationierung war die Lastbegrenzung einiger Bauteile im Mügelner Netz, die den Einsatz größerer Lokomotiven nicht zuließen. 
Um 1900 waren drei Lokomotiven der Reihe III K für kurze Zeit eingesetzt. Mitte der 1930er Jahre waren dem Lokbahnhof Mügeln vier Lokomotiven der Reihe V K zugewiesen, bevor diese zum Bahnbetriebswerk Thum weitergegeben wurden. Heute gehören zu den Bestand außer den vorhandenen IV K einige V 10 C sowie zur Abwicklung des Berufsverkehres zwei ÖBB 2091.

### Beheimatete Wagen und Nebenfahrzeuge
Von je her hatte der Bahnhof Mügeln eine große Anzahl von Personen- und Güterwagen für die Abwicklung des starken Verkehrs auf dem Mügelner Netz. Ein Teil der Güterwagen wurden für einzelne Erntehöhepunkte wie die Rübenkampagne vorgehalten. Die Nähe zu den Spurwechselbahnhöfen machte die Vorhaltung von Rollwagen erforderlich.

## Heutige Nutzung
Am 17. Dezember 1993 wurde auf die Strecke zwischen Oschatz und Mügeln der Betrieb von der Döllnitzbahn aufgenommen. Seither führt diese Gesellschaft den Schülerverkehr auf den verbliebenen Strecken des Mügelner Netzes durch.